# Анастасій Печерський
Анастасій, диякон Печерський (жив в кінці XI або XII ст. - помер 22 січня) — православний святий, ієродиякон Печерського монастиря. Преподобномученик. Пам'ять 28 вересня та 22 січня.

## Життєпис
Про життя прп. Анастасія збереглося мало відомостей, дата і місце народження невідомі. Припускається, що він був сучасником прп. Тита, пресвітера Печерського, бо «Тератургіма», написана печерським соборным ієромонахом Афанасієм Кальнофойським, називає Анастасія братом во Христі преподобного Тита, пресвітера.
У рукописних святцях він названий дияконом. Про мучеництво преподобного ніяких повідомлень не збереглося, і тільки кондак, тропар і стихіра цього святого називають преподобномучеником и постником.
Помер прп. Анастасиій у віці приблизно 30-40 років.
Дати життя та мученицької смерті преподобного Анастасія різняться, та охоплюють відрізок від кінця XI ст. до поч. XIII ст.  і вказується дата смерті - 22 січня.
У церковній службі Собору преподобних отців Ближніх печер розповідається, що він мав особливу відвагу до Бога і всі його прохання виконувалися.

В акафісті всім Печерським преподобним про нього сказано: 
|  | «Радуйся, Анастасіє, дияконе благоговійний і страдальниче предивний.». |

Іконописний оригінал (кінець XVIII століття) вказує зображати Анастасія так: «Надсед, брада доле Григория Богослова, на главе кавтырь, риза чернила, испод празелень, правою рукою левой стороны ризу держит, а левую руку к сердцу, персты вверх».

## Мощі
Його мощі спочивають у Ближніх печерах, недалекоивід мощей дванадцяти майстрів грецьких, які брали участь у будівництві Великої Печерської церкви (Успенський собор).

## Джерело
- Житіє преподобного отця нашого Анастасія Печерського, сайт Києво-Печерської лаври [Архівовано 20 червня 2019 у Wayback Machine.]
- Словник персоналій Національного Києво-Печерського історико-культурного заповідника[недоступне посилання з червня 2019] — ресурс використано за дозволом видавця.
- КИЇВСЬКЕ ПРАВОСЛАВ'Я [Архівовано 3 березня 2020 у Wayback Machine.]